# サンカ
サンカ（山窩）は、日本にかつて存在したとされる放浪民の集団である。

## 生活形態
定住することなく狩猟採集によって生活する。箕を生産することでも知られ、交易のために村々を訪れることもあった。職業の区別もあり「ポン」と呼ばれるサンカは川漁、副業的な位置として竹細工などをしていた。また「ミナオシ」「テンバ」と呼ばれるサンカは箕、かたわらささら、箒の製造、行商、修繕を主な収入源としていたとされる。
サンカは明治期には全国で約20万人、昭和に入っても終戦直後に約1万人ほどいたと推定されているが、実際にはサンカの人口が正確に調べられたことはなく、以上の数値は推計に過ぎない。
サンカの女性は売春で生活している場合が多く、サンカは売春婦という意味でも使われた。日本語を使用するが、一部の単語では独特なサンカ語を使用する。

## 呼称
「サンカ」を漢字で書き記す時には統一的な表記法は無く、当て字により「山窩」「山家」「三家」「散家」「傘下」「燦下」（住む家屋を持たず傘や空を屋根とする屋外に住む存在という意味）などと表記した。 また、地方により「ポン」「カメツリ」「ミナオシ（箕直）」「ミツクリ（箕作）」「テンバ（転場）」など呼ばれ方も違う（それぞれの呼称は「ホイト（陪堂）」「カンジン（勧進）」など特定の職業を指す言葉と併用されることも多い）。
サンカの実態調査を試みた立場による呼び名の違いもある。
役所による呼称
住居を定めない浮浪漂泊者、野非人の群れの1つに「サンカ」「山カ」「さんか」等と記述されていた。
警察による呼称
例外なく「山窩」とされている。里に定住する村人から物を盗む犯罪専科の単位集団として規定されていた。
研究者による呼称
警察型「山窩」と混同することなく明確に「サンカ｣としている。
農林省による呼称
国有林、公有林などの保全維持業務の一環として、盗伐を防ぐため調査し「サンカ」「山窩」と表記、呼称していた。
また「ミナオシ」「テンバ」と呼ばれるサンカは箕、かたわらささら、箒の製造、行商、修繕を主な収入源としていたとされる。
一説では「サンカ」は自分達の呼称を仲間と言う意味で「けんた」と称し、河原にテントを張って生活する一団を「せぶりけんた」、一定の宿所を持っている者を「どや付けんた」と言ったとする。

## 「サンカ」という語彙の歴史
「サンカ」という言葉が現れたのが、江戸時代末期（幕末）の文書が最初である。北海道の名付け親でもある探検家の松浦武四郎の著書にサンカに命を救われたとの記述がある。彼ら自身がサンカと名乗ったわけではないため「サンカ」はこれ以前に口語として存在したと推察される。この手記では単に「山に住む人」という意味で使われている。広島の庄屋文書(1855年)にも「サンカ」の語は登場し「山に住む犯罪者」の意で記述されている。
明治に入ると警察を中心とした多くの行政文書に「山窩」と記述され、ほとんど山賊と同義の言葉として使用される。民俗学者の柳田國男が警察の依頼を受けて「山窩」の現地調査を行ったのもこの時代である。行政文書に「山窩」が登場する頻度は次第に減り、第二次世界大戦中にはほぼ皆無となっている。
「サンカ」の語が一般に広く知られるようになったのは、戦後にサンカ小説によって流行作家の地位を確立した三角寛が発表した一連の作品群によるところが大きい。これらは実際に山中に住み「サンカ」と呼ばれた実在の「松浦一家」への取材に基づいている。しかし三角は商業小説家であり「サンカ小説」の内容は娯楽性を追求した完全に創作の人間ドラマである。三角の小説が流行したことで、その設定を元に『風の王国』を執筆した五木寛之など、更にファンタジー性が増した大衆小説が大流行した。三角の協力を仰いだ映画『瀬降り物語』（中島貞夫監督）も制作されている。サンカ文学の流行後にはサンカは被差別民であり、サンカへの偏見を是正しようという誤解に基づいた運動が見られるようになるが、そのころには山間や里部の不定住者はほぼ消滅していた。
1980年代のオカルトブームでは謎多きサンカは格好の題材となり、神代文字を使用する、超能力を使う、古代文明の生き残りであるなど荒唐無稽な本が多数出版され、様々な誤解や俗説を産むようになった。更に一部の懐疑主義者からは「サンカはオカルト好きの創作ではないか」と実在まで疑われる事態となった。
その後のサンカ研究では、単純な貧困層（山間や里部でさまざまな隙間産業的な生業に就いていた者）と、犯罪者あるいは犯罪者予備軍の隠れ家としての生活形態を持っていた者を切り離して考えようという見方が一般的になりつつある。しかし全国的にサンカの名称が使われ出したのは、もっぱら官憲の用語としてであったことを考え合わせると、これもまた間違いであり、学問的中立性を欠いているという批判もある。強い監視が必要であると過去に目されていた一定の集団は、単純な貧困層より早い段階（おそらく昭和初期）に社会構造の変化や官憲の圧力により山間部や里部からは姿を消したのであろうという考察もある。社会学的な側面で「サンカ」という言葉やそれを取り巻く状況を検証する動きが成果を上げており、議論に一定の方向性が生まれつつある。
江戸時代末期から大正期の用法から見て、本来は官憲用語としての色合いが強い。その初期から犯罪者予備軍、監視および指導の対象者を指す言葉として用いられたことが、三角寛の小説における山窩像の背景となっている。また、サンカを学問の対象として捉えた最初の存在と言ってもよい柳田國男やその同時代の研究者らも、その知識の多くを官憲の情報に頼っている。官憲の刑事政策によって幕末から発生した、流民の虞犯者に対して「川魚漁をし、竹細工もする、漂泊民」の呼称であるサンカが（「山窩」という当て字で）使われた。それがマス・メディアに載って流通し、一人歩きした果てに、日本の中で異なる習俗をもった異なる種族の如き意味を孕むに至ったという。官憲からの情報で「山窩らしき」者を調査した柳田は、鷹野弥三郎のサンカ=犯罪者論を鋭く批判し、彼等の窃盗は「財貨に対する観念の相違に基づく」ものであるとして一応擁護の立場に立っている。

## 漂泊と定住

### 明治
サンカと呼ばれた不特定の層は徐々に元の生活圏に近い集落や都市部などに吸収されたと考えられる。

### 昭和30年代
これを境に里周辺部の非定住者の姿は見られることが少なくなった。
全国民の戸籍が登録される体制が整ったため、江戸時代に人別から洩れた層も明治以降の戸籍には編入されるようになったと考えるのが合理的である。江戸時代において無籍者に定住できる土地はなく、明治以降は政府が定住を指導したと考えられる。国家の近代化に伴う戸籍整備は徴税や徴兵など必然性がある。
戸籍と定住を強要されていった結果、戦後に日本文化と同化し姿を消したという主張をする論者もいる。
近代の社会形態の変化に伴い、過去に里周辺部などに見られた貧困層の多くが、都市のなかでも人口の流動性が高く生活困窮者の多い地域に移住したのではないかという主張もある。明治以降、官憲にとって監視や注意が必要であったのは、その犯罪性から移動範囲が大きかった人びと全般であり、その際に用いられたのが「サンカ」という概念であったという主張もある。

## 研究
歴史学者はサンカの存在については認知していたようだが、長年の間研究対象にする者は現れなかった。これはサンカが日本の歴代の中央政権に対して政治、経済、軍事、文化、宗教などの面で全く関わりあいがなかったためである。また、サンカは人数が少なく、遺跡などの学会で価値のある資料が見つかる可能性も低い。このためサンカ研究は一部の民俗学者に限られ、2000年以降の文系の大学や研究者が増えた時代にようやく専門の学会が結成された。
サンカに関する最初の学術調査と呼べるのは、柳田國男の調査である。彼は、『人類学雑誌』に『「イタカ」及び「サンカ」』と題された文章を1911年（明治44年）から1912年（明治45年）にかけて寄稿している。大垣警察署長であった広瀬寿太郎の聞き書きとして、ブリウチ　セブリ　ジリョウジ（なお南方熊楠の書簡に寄れば、呪療師の意かという）アガリの実態を柳田の実体験をまじえて記述している。
サンカは、柳田や喜田貞吉による大正期のもっぱら推論によってなされた問題提起、三角と同じく新聞記者であった鷹野弥三郎の取材記事以後、昭和に入ってからの後藤興善の『又鬼と山窩』（1940年）がみられる程度で、研究対象としてはほとんど顧みられていない。柳田も仮説の段階で研究を放棄しているが有名な柳田が研究していた事自体を誇大宣伝し自説の根拠とする人間もいる。
サンカに関する一般人の知識は、三角寛の創作によるところが大きい。三角は、新聞記者という経歴から実録小説のような体裁のスキャンダラスな山窩小説を執筆して一世を風靡した。終戦後、三角は戦前から1950年代にかけて全国で収集したというサンカに関する資料を基に、論文「サンカ社会の研究」を執筆。1962年には、東洋大学から文学博士の学位を取得している。1965年には、この論文を基にした著作『サンカの社会』（1965年）が刊行され、三角は一躍サンカ研究家として脚光を浴びることとなった。しかし、この研究は掲載されている写真の信憑性（別々の場所で違う日時に撮影されたはずであるにもかかわらず、同じ人物が同じ服装で写っている。後に筒井功によって写真のモデルが特定された）、さらに江戸時代末期の偽書『上記』を元にしたと考えられる「サンカ文字」が紹介されるなど、そのほとんどが三角による完全な創作と言うべきものだったことが、現在では確定している。

## サンカの発生にまつわる諸説
古代難民説
サンカ（山人）は、原日本人（あるいは縄文人）であり、ヤマト政権により山間部に追いやられた異民族であるとする説。これは柳田國男の山人論に基くが、柳田はサンカと山人を区別して記述している。現代では分子人類学による科学的な遺伝子解析が進展したこともあり、そのような説には否定的な見解が多い。
中世難民説
動乱の続いた室町時代（南北朝、戦国時代）の遊芸民、職能集団を源とする仮説。起源を比較的古くまで求めることが可能な言葉である「三家」、「三界」、「坂の者」などを根拠とする。喜田貞吉の研究が代表的である。語源を探る上で説得力を持つが、江戸時代末期の中国地方の文書にあらわれた「サンカ」との因果を検証することが困難である。
近世難民説
江戸時代末期の飢饉から明治維新の混乱までの間に、山間部に避難した人びとが多数を占めるであろうという考察。サンカに関する記述が、近世末になって、天保の大飢饉が最も苛酷であった中国地方で登場することから、沖浦和光が主張している。

## サンカを扱った作品
- 骸骨の黒穂（夢野久作による小説）
- 瀬降り物語（中島貞夫監督、1985年公開の映画）
- 特殊防諜班シリーズ（今野敏による小説） - 主人公の設定が「山の民」。
- ワタリ（白土三平による漫画）
- ラストニュース（原作：猪瀬直樹、作画：弘兼憲史による漫画） - 目の前で父を理不尽に殺されたサンカの子が50年後に復讐する話がある。
- 天保異聞 妖奇士（2006年 - 2007年放送のテレビアニメ） - 「山の民」という民族が登場する。
- 蟲師（漆原友紀による漫画） -「ワタリ」と呼ばれる集団が登場する。
- やすらぎの刻〜道（2019年 - 2020年放送のテレビドラマ） - 劇中劇の登場人物がサンカに入る。
- 地獄楽（賀来ゆうじによる漫画） - サンカの末裔が登場する。
- 荒野の素浪人（1972年 - 1974年放送のテレビドラマ） - 「流れマタギ」と呼ばれる集団が登場する。
- 山の秘密　(岡本綺堂による小説「探偵夜話」より)
- 真珠郎（横溝正史による小説） - 表題の人物の母親が「山窩の女性」とされ、後に現れた山に一人住まいする奇妙な老婆が彼女ではないかと疑われる。
- 仮面劇場（横溝正史による小説） - 本人たちは出てこないが「山窩」の人々が預けられた聾唖の子供に読唇術を仕込み、面と向かって話せば聾と分からないほどに会話できるようになったとされる。